# Elecciones generales de Barbados de 1971
Las elecciones generales de Barbados de 1971 las primeras realizadas desde la independencia del país, tuvieron lugar el 9 de septiembre del mencionado año para elegir a los miembros de la segunda legislatura de la Cámara de la Asamblea, cámara baja del Parlamento de Barbados. A diferencia de las anteriores elecciones, en las que se había utilizado un sistema de escrutinio mayoritario plurinominal (con circunscripciones de dos miembros), en estos comicios se retornó al sistema de escrutinio mayoritario uninominal (con circunscripciones de un solo miembro). La elección fue casi absolutamente bipartidista, con solo el oficialista Partido Democrático Laborista (DLP), el principal opositor Partido Laborista de Barbados (BLP) presentando candidaturas. Fuera de ambas fuerzas solo hubo dos candidatos independientes. El tercer partido más importante del país, el Partido Nacional de Barbados (BNP), iba a presentarse a los comicios, pero finalmente no lo hizo.
El Partido Democrático Laborista obtuvo una aplastante victoria con el 57.40% de los votos y una mayoría absoluta de dos tercios con 18 de los 24 escaños. Si bien recibió casi 20.000 votos menos que en las anteriores elecciones, aumentó su porcentaje nacional y obtuvo cuatro escaños extra debido al sistema uninominal. En segundo lugar quedó el Partido Laborista de Barbados con el 42.41% y 6 escaños. Los dos candidatos independientes apenas obtuvieron 174 votos los dos juntos (0.19%) y ninguno de los dos fue elegido. La participación, del 81.60% del electorado registrado, ha sido hasta la actualidad el porcentaje de concurrencia más alto en la historia barbadense. Con este resultado, el primer ministro Errol Barrow fue reelegido para un tercer mandato de cinco años.

## Reglas electorales

### Características del Parlamento
El parlamento de Barbados es bicameral, y consiste en la Cámara de la Asamblea y el Senado. La Cámara de la Asamblea está compuesta por 27 miembros elegidos por un máximo de 5 años. El Senado tiene 21 miembros: 12 nombrados por el Gobernador General con el asesoramiento del primer ministro, 2 por consejo del Líder de la Oposición, y 7 para representar intereses religiosos, económicos, sociales o cualquier otro interés que el Gobernador General considere apropiado.

### Sistema electoral
Cualquier ciudadano de Barbados que tenga al menos 18 años de edad y que haya residido en una circunscripción particular por un mínimo de tres meses tiene derecho a votar en ese mismo distrito electoral.
También tienen derecho los ciudadanos de la Mancomunidad de Naciones de la edad requerida que hayan residido en Barbados durante al menos tres años inmediatamente anteriores a la fecha de calificación (como elector). No pueden votar los declarados insanos mentalmente, las personas sentenciadas a muerte o a más de doce meses de prisión. Los registros electorales se revisan anualmente y antes de las elecciones. El voto no es obligatorio, pero el registro es automático.
Los ciudadanos de Barbados de al menos 21 años de edad que hayan residido en el país durante al menos siete años anteriores a la elección están calificados para ser elegidos como miembros de la Cámara de la Asamblea. Los candidatos para el nombramiento en el Senado deben haber residido normalmente en Barbados durante los doce meses inmediatamente anteriores al nombramiento. No son elegibles, tanto para la Cámara como para el Senado, personas en quiebra sin cargos, personas declaradas insanas, que deben lealtad a un estado extranjero, condenadas a muerte o encarceladas superiores a seis meses, personas declaradas culpables de un delito grave o de cualquier otra ofensa criminal que involucre deshonestidad en los diez años anteriores, y las personas condenadas por fraude electoral. No pueden ser miembros del parlamento: jueces, el director del Ministerio Público, el procurador general o los ministros religiosos. Estos últimos sí pueden ser designados miembros del Senado, pero deben abandonar su cargo si aspiran ser elegidos a la Cámara de la Asamblea.
Los candidatos a la Cámara deben ser nominados por al menos dos electores y hacer un depósito de BS250, que se pierde si el candidato no es elegido y no obtiene más de una sexta parte del total de los votos de su distrito electoral. La Ley Electoral establece límites estrictos a la cantidad de gastos que un candidato puede incurrir durante su campaña electoral.
Para fines electorales, Barbados está dividido en 27 distritos uninominales. Un miembro de la Cámara de la Asamblea es elegido en cada uno por simple mayoría de votos. Los escaños de la Cámara de la Asamblea que quedan vacantes entre las elecciones generales se llenan mediante elecciones parciales. Los escaños vacantes en el Senado se cubren designando a otro senador del mismo modo en que fue designado su predecesor.

### Partidos políticos
El sistema político de Barbados es casi puramente bipartidista, con el Partido Democrático Laborista y el Partido Laborista de Barbados, cuyas respectivas siglas son el LDP y el BLP, como prácticamente los dos únicos partidos políticos coherentes del país. Los terceros partidos e independientes presentan solo candidaturas aisladas y rara vez superan el 1% del voto a nivel nacional. Mientras que inicialmente el BLP es considerado ligeramente más conservador y el LDP más liberal, lo cierto es que ninguno de los dos partidos presenta una gran disparidad ideológica. La competencia electoral y las disputas políticas a menudo tienen connotaciones personales y el dominio de los votantes se basa en la tradición.

## Resultados

### Nivel nacional
|  | 57.40 % |

|  | 42.41 % |

|  | 0.19 % |

|  | 98.75 % |

|  | 1.25 % |

|  | 100.00 % |

|  | 81.64 % |

### Por circunscripción
|  | 52.69 % |

|  | 73.17 % |

|  | 47.31 % |

|  | 57.69 % |

|  | 79.16 % |

|  | 42.31 % |

|  | 54.53 % |

|  | 78.18 % |

|  | 45.47 % |

|  | 51.99 % |

|  | 78.76 % |

|  | 45.97 % |

|  | 2.04 % |

|  | 57.83 % |

|  | 76.87 % |

|  | 42.17 % |

|  | 61.73 % |

|  | 79.22 % |

|  | 38.27 % |

|  | 63.78 % |

|  | 77.15 % |

|  | 36.22 % |

|  | 59.93 % |

|  | 77.08 % |

|  | 40.07 % |

|  | 58.12 % |

|  | 76.79 % |

|  | 40.07 % |

|  | 1.82 % |

|  | 52.22 % |

|  | 80.18 % |

|  | 47.78 % |

|  | 66.45 % |

|  | 81.35 % |

|  | 33.55 % |

|  | 51.27 % |

|  | 81.92 % |

|  | 48.73 % |

|  | 58.14 % |

|  | 81.56 % |

|  | 41.86 % |

|  | 80.56 % |

|  | 85.90 % |

|  | 19.44 % |

|  | 78.27 % |

|  | 83.71 % |

|  | 21.73 % |

|  | 55.84 % |

|  | 85.57 % |

|  | 44.16 % |

|  | 51.27 % |

|  | 85.28 % |

|  | 48.73 % |

|  | 54.30 % |

|  | 84.59 % |

|  | 45.70 % |

|  | 54.66 % |

|  | 87.62 % |

|  | 45.34 % |

|  | 84.94 % |

|  | 85.49 % |

|  | 15.06 % |

|  | 50.76 % |

|  | 84.59 % |

|  | 49.24 % |

|  | 56.42 % |

|  | 87.61 % |

|  | 43.58 % |

|  | 59.15 % |

|  | 86.96 % |

|  | 40.85 % |

|  | 58.38 % |

|  | 83.89 % |

|  | 41.62 % |